# ミェンヅィジェツ・ポドラスキ
ミェンヅィジェツ・ポドラスキ（Międzyrzec Podlaski [mʲɛnˈd͡zɨʐɛt͡s pɔdˈlaskʲi] (ラテン語: Meserici)）は、ポーランド・ルブリン県ビャワ・ポドラスカ郡にある都市。

## 姉妹都市
- トゥアール, フランス
- Kobryn, ベラルーシ
- Malaryta, ベラルーシ
- Pagiriai, リトアニア
- Ludza, ラトビア
- Kamin-Kashyrskyi, ウクライナ
- ペタフ・ティクヴァ, イスラエル